# Superzaur
Superzaur (Supersaurus) – rodzaj dużego zauropoda z rodziny diplodoków (Diplodocidae). Jego nazwa oznacza "nad-jaszczur". Został odkryty w górnojurajskich warstwach formacji Morrison w Kolorado w 1972 r. Jest on jednym z największych znanych dinozaurów i mógł osiągać 33–34 m długości i 35–40 t masy. Żył w towarzystwie takich dinozaurów jak karnozaur allozaur czy spokrewniony z superzaurem diplodok.

Superzaur (pomarańczowy) w porównaniu do wybranych olbrzymich zauropodów

## Historia
Oryginalne skamieliny superzaura obejmują zaledwie kilka kości, w tym obręcz barkową (oznaczoną numerem katalogowym BYU 5500) i kilka kręgów szyjnych. Odnaleziona łopatka tego zwierzęcia miała 2,4 m wysokości. Nowy, dużo bardziej kompletny okaz superzaura znany jako "Jimbo" w Converse County (Wyoming). Jest on wciąż wydobywany, a już wykopane szczątki znajdują się w Dinosaur Wyoming Center. Początkowo uznany superzaura za bliskiego krewnego, długoszyjego zauropoda barozaura należącego do podrodziny Diplodocinae, jednak obecnie uważa się, że bliżej mu do klasyfikowanego w podrodzinie Apatosaurinae apatozaura.

### Ultrasauros
Paleontolog James Jensen, który opisał superzaura, jednocześnie dokonał opisu innego gigantycznego zauropoda, którego nazwał "Ultrasaurus" macintoshi
 (później zmienił tę nazwę na Ultrasauros macintoshi). Opisał go na podstawie kręgu (BYU 9044) i kości kończyn. Wkrótce jednak okazała się, że ów kręg należy do superzaura (prawdopodobnie nawet do oryginalnego okazu odkrytego w 1972). Ponieważ superzaur został wcześniej opisany pod tą właśnie nazwą, ma ona priorytet, a nazwa Ultrasauros uznano za jego młodszy synonim i nie używa się jej. Kości obręczy barkowej należały natomiast do brachiozaura, być może B. altithorax. Należały one, jak wskazuje ich wielkość, do dużego (większego od szkieletu Giraffatitan wystawionego w Berlinie), jednak nie największego znanego okazu brachiozaura. Szczątki większych brachiozaurów odkryto w Tendaguru, Bedfordshire (Tanzania, wschodnia Afryka). Początkowo uznano, że Ultrasauros miał 25–30 m długości, 15 m wysokości (8 m przy ramieniu) oraz ważył ok. 70 t. Jakiś czas masę przedstawicieli rodzaju Ultrasauros szacowano na około 180 t, czyli tyle samo, co płetwala błękitnego i początkowo, błędnie bruhatkajozaura.
Nazwa "Ultrasaurus", mimo że została spopularyzowana przez media przed 1997 i książki popularnonaukowe, nie tylko należała do chimery, ale została wcześniej zajęta. Pod tą nazwą Haang Mook Kim w 1983 (dwa lata przez wydaniem opisu północnoamerykańskiego "ultrazaura" przez Jensena) opisał, jak domniemywał, gigantycznego zauropoda z Korei Południowej. Później jednak okazało, się, że koreański ultrazaur jest o wiele mniejszy od północnoamerykańskiego, a jego oszacowane wyjątkowo duże rozmiary były wynikiem pomylenia kości łokciowej z kością ramienną. Koreański ultrazaur został jednak wcześniej opisany, a jego opis spełniał formalne kryteria. Ponieważ wcześniej opisana nazwa ma priorytet, Jensen był zmuszony do zmiany nazwy swojego zauropoda. Za jego propozycją George Olshevsky w 1991 zmienił nazwę północnoamerykańskiego dinozaura z Ultrasaurus na Ultrasauros. Kiedy okazało się, że Ultrasauros jest chimerą, uznano go za młodszy synonim superzaura. Dzisiaj podziela się ten pogląd i, mimo że holotyp ultrazaura (Ultrasauros) zawierał również szczątki brachiozaura, uważa się go za synonim nieznacznie wcześniej opisanego superzaura, a nie brachiozaura.

### Dystylosaurus edwini
W tym samym miejscu, co szczątki superzaura, odkryto fragmenty innego gatunku zauropoda nazwanego Dystylosaurus edwini. Został opisany na podstawie kręgu oznaczonego BYU 5750. W 2001 r. Brian Curtice i Ken Stadtman zaproponowali uznanie go za superzaura, jednak w 2016 r. Michael P. Taylor i Mathew J. Wedel wskazali cechy anatomiczne, które wykluczają taką klasyfikację, w związku z czym osobnik ten powinien być zaliczony do osobnego gatunku Dystylosaurus edwini.

## Paleobiologia
Superzaur, tak jak inne zauropody, był roślinożercą.